# 基奧恩加河
基奧恩加河（羅馬化：Kyonga）是俄羅斯的河流，屬於帕拉別利河的右支流，由托木斯克州負責管轄，河道全長498公里，流域面積8,570平方公里，發源自瓦休甘沼澤，河水主要來自雨水和融雪。